# 陆大鹏
陆大鹏（1988年1月20日—），江蘇南京人，南京大学英美文学硕士，中华人民共和国翻译家，主要从事英文和德文翻译。现任社会科学文献出版社南京编译中心主任。

## 作品

### 原创著作
- 《德意志贵族：一个群体的生活、历史与命运》，2022年10月[4]